# Márton Péter
Márton Péter (Budapest, 1934. szeptember 18. –) magyar geofizikus, az ELTE Természettudományi Kar (ELTE-TTK) egyetemi tanára, a Magyar Tudományos Akadémia rendes tagja. Az archeo- és paleomágneses kutatás jeles hazai művelője.

## Életpályája
1953-ban kezdte meg egyetemi tanulmányait az ELTE Természettudományi Kar (ELTE-TTK), amit eredetileg fizikus szakon szeretett volna végezni, de helyhiány és más tényezők folytán geofizikusként kezdte meg tanulmányait. 1957-ben szerzett geofizikus-diplomát.
Diplomájának megszerzése után az ELTE Kőolajipari Tröszt Geofizikai Kutatási Üzemében helyezkedett el gyakornokként, egy év után szeizmikus kiértékelővé lépett elő. 1961-ben Egyed László professzor hívására visszament az egyetemre és a Geofizikai Tanszék adjunktusa lett, szeizmikát kezdett el oktatni. Néhány év múlva megkezdte tankönyvírói munkásságát egy többszerzős szeizmika tankönyv megírásában való részvétellel. 1971 és 1975 között a nigériai Ahmadu Bello Egyetemen tanított, közben pedig mélyfúrási geofizikában szerzett gyakorlati tapasztalatot. 1977-ben kapta meg egyetemi docensi, 1989-ben egyetemi tanári kinevezését. Több alkalommal ideiglenes jelleggel, rövid időre elvállalta Geofizikai Tanszék vezetését. 2004-ben professor emeritusi címet kapott. Oktatói pályája során általános és gyakorlati geofizika szinte minden területének tantárgyait tanítja, a lemeztektonika elméletének térnyerését követően a Föld fejlődéstörténetével kapcsolatos tárgyakat is meghirdet. Az ELTE Természettudományi Kar Földrajz-Földtudományi Doktori Iskolájának megalakulásától 2004-ig a vezetője volt.
1970-ben védte meg a műszaki tudományok kandidátusi értekezését, amelyet archeomágneses témában írt. 1985-ben szerezte meg akadémiai doktori címét. Az MTA Földtudományi Komplex Bizottságának, és a Geofizikai Tudományos Bizottságnak lett tagja. 2001-ben a Magyar Tudományos Akadémia levelező, 2007-ben rendes tagjává választották.

## Munkássága
Kutatási területei szerteágazóak, de legfontosabb eredményei a földmágnességhez kapcsolódnak: paleomágneses és archeomágneses kutatásai, amelyeket részben feleségével, Mártonné Szalay Emőkével közösen folytatott, nemzetközi szinten is igen elismertek. Jelentős mértékben járult hozzá a Pannon-medence fejlődéstörténetének, az egyes medencerészek rotációs mozgásainak megismeréséhez.
Negyedkorkutatással és környezeti geofizikai kérdésekkel is foglalkozik, 2003-2007 között témavezetője volt az ELTE Geofizikai Tanszékén OTKA-pályázat keretében működött ilyen témájú tudományos iskolának, mely a Balaton környezetének neotektonikai viszonyait vizsgálta.

## Családja
Felesége Mártonné Szalay Emőke, aki az Állami Geofizikai Intézet munkatársa, a földtudományok doktora.

## Díjai, elismerései
- Akadémiai Díj (1984)
- Eötvös-emlékérem (1996)
- Ipolyi Arnold tudományfejlesztési díj (2002, OTKA)

## Főbb publikációi
- Geofizikai kutatási módszerek I. Szeizmika (társszerző, 1967)
- Márton, Emő, Márton, Péter (1983). „A refined apparent polar wander curve for the Transdanubian Central Mountains and its bearing on the Mediterranean tectonic history”. Tectonophysics 98 (1-2), 43-57. o. DOI:10.1016/0040-1951(83)90210-X.
- Elméleti szeizmológia (1995)
- Márton, Péter (1996). „Archaeomagnetic directions: The Hungarian calibration curve. in: Morris, A., Tarling, D.H.(szerk.): Palaeomagnetism and Tectonics of the Mediterranean Region”. Geological Society Special Publication 105, 385-399. o. DOI:10.1144/GSL.SP.1996.105.01.34.
- Márton, Emő, Márton, Péter (1996). „Large scale rotations in North Hungary during the Neogene as indicated by palaeomagnetic data. in: Morris, A., Tarling, D.H.(szerk.): Palaeomagnetism and Tectonics of the Mediterranean Region”. Geological Society Special Publication 105, 153-173. o. DOI:10.1144/GSL.SP.1996.105.01.15.
- Márton, Péter (1996). „Környezeti hatások kutatása vasszulfid-tartalmú üledékes kőzetek mágneses tulajdonságai alapján”. Magyar Geofizika 47 (4), 183-186. o.
- Földmágnesség a régmúlt időkben. Akadémiai székfoglaló. 2002. (2013)